# Balneario Blancafort
El Hotel Blancafort Spa Termal, históricamente conocido como Balneario Blancafort, es un establecimiento hotelero y de baños termales ubicado en La Garriga, Barcelona, España. El edificio forma parte del Inventario del Patrimonio Arquitectónico de Cataluña como Bien Cultural de Interés Local.

## Historia
En 1840 Joan Blancafort Llavina fundó el Establecimiento de Baños Blancafort, una modesta hospedería con seis pilas para toma de baños. El manantial del balneario fue declarado de utilidad pública por Real Orden de 12 de septiembre de 1860. Antonio Blancafort, hijo del fundador, renovó y amplió el balneario en 1876, mejoras que continuaron con Juan Bautista Blancafort Carbonell, nieto del fundador y padre del compositor Manuel Blancafort. El resultado fue un edificio de cuatro plantas con elementos modernistas, organizado alrededor de un gran jardín.
Durante el primer tercio del siglo XX el Balneario Blancafort gozó de gran prestigio entre intelectuales, artistas, políticos y autoridades de la época. Por sus instalaciones pasaron personalidades como Eugenio d'Ors, Antonio Massana, Enrique Granados, Federico Mompou, Joan Lamote de Grignon, Rafael Durancamps, José Masriera, Jacinto Verdaguer, Jaime Balmes, Jaime Carner, Francisco Cambó, Enric Prat de la Riba, Josep Torras i Bages y Miguel Primo de Rivera, entre otros.
En 2002 la sexta generación de la familia fundadora vendieron el Balneario Blancafort al empresario Vicente Muñoz-Pomer propietario del grupo inmobiliario VMP, quien llevó a cabo una ampliación y reforma integral de las instalaciones, respetando la fachada y la estructura original del edificio. Las obras, a cargo del arquitecto Vicente Guallart, duplicaron la superficie construida del recinto, con la ampliación del centro termal a 270 a 3000 metros cuadrados y la construcción de siete edificios de habitaciones y tres restaurantes, entre otras instalaciones. Reabrió en 2005 bajo el nombre Gran Hotel Balneario Blancafort, siendo el primer complejo hotelero de cinco estrellas con la categoría gran lujo de España.
Debido a las deudas contraídas, en 2008 la empresa propietaria presentó un concurso de acreedores y fue intervenida judicialmente. En 2013 el balneario fue adquirido en subasta concursal por el grupo inversor ruso Stroy Invest. En esta nueva etapa adopta la marca actual, Hotel Blancafort Spa Termal. 

## Arquitectura
El balneario actual es el resultado de sucesivas ampliaciones y reformas. El edificio histórico, que conserva su estructura exterior, está catalogado como Bien Cultural de Interés Local. De planta en U, su ala occidental corresponde al primitivo balneario, que data de 1840. El resto fue construido a partir de 1876. Consta de planta baja y dos pisos. Los elementos arquitectónicas más relevantes se encuentran en la parte meridional. Dos grandes cuerpos de edificio quedan separados por un patio central abierto al jardín y orientado a mediodía; a lo largo de su perímetro se desarrollan galerías de arcos de medio punto y carpanel, con balaustradas de piedra artificial en las tres plantas del edificio. El resto de fachadas son llanas, a excepción de la calle Baños, donde sobresalen balcones en casi todas las aperturas.

## En la cultura popular
El escritor y ensayista Eugenio d'Ors se inspiró en su estancia en el Balneario Blancafort para escribir su obra Oceanografía del tedio, originalmente publicada en una serie por entregas editadas en 1916 en La Veu de Catalunya.